# 霍尔施巴赫
霍尔施巴赫是德国莱茵兰-普法尔茨州的一个市镇。总面积7.05平方公里，总人口269人，其中男性136人，女性133人（2011年12月31日），人口密度38人/平方公里。